# Kleopatra (film 1999)
Kleopatra (ang. Cleopatra) – telewizyjny film kostiumowy powstały w koprodukcji amerykańsko-niemieckiej w 1999 roku, wyreżyserowany przez Franka Roddama, opowiadający o losach królowej Egiptu Kleopatry. Scenariusz filmu został oparty na opowiadaniu Margaret George pt. „The Memoirs of Cleopatra”.

Film został nakręcony na taśmie 35 mm. Budżet filmu wyniósł 30 milionów dolarów. Film wyprodukowała telewizja Hallmark. Był kręcony w Londynie, Agadirze i Ouarzazate w Maroku.

## Fabuła
Produkcja składa się z dwóch części, zamykających się czasowo w latach 48 – 30 p.n.e., od pierwszej wizyty Cezara w Egipcie, do śmierci Kleopatry. Cezurą, wyznaczającą koniec pierwszej części i początek drugiej, jest śmierć Cezara.

## Obsada
- Leonor Varela – Kleopatra
- Billy Zane – Marek Antoniusz
- Timothy Dalton – Juliusz Cezar
- Rupert Graves – Oktawian August
- John Bowe – Rufio
- Philip Quast – Korneliusz
- Bruce Payne – Kasjusz
- Sean Pertwee – Brutus
- Art Malik – Olympos

## Nagrody
- 2000 – nominacja do Nagrody Eddie dla najlepszego montażu dla Petera Coulsona
- 1999 – nominacja do Nagrody Emmy dla najlepszej scenografii
- 1999 – nominacja do Nagrody Emmy dla najlepszych kostiumów
- 1999 – nominacja do Nagrody Emmy dla najlepszej fryzury
- 1999 – nominacja do Nagrody Emmy dla najlepszych efektów specjalnych